# Rayman Golf
Rayman Golf è un videogioco sportivo per cellulare del 2002.
È caratterizzato da diciotto buche con tredici squadre che il giocatore può scegliere. L'obiettivo è colpire la palla e mandarla in buca, selezionando potenza e direzione, cercando di evitare la deviazione del vento e altri ostacoli come acqua, sabbia, alberi e molto altro ancora.
Il videogioco comprende una guida per approfondire le funzioni del gioco, ed un torneo caratterizzato da ulteriori diciotto buche.